# Bernhard Steinberger
Bernhard Steinberger (* 17. September 1917 in München; † 16. Dezember 1990 in Berlin) war ein deutscher Ökonom und Opfer stalinistischer Repression in der DDR.

## Leben
Bernhard  Steinberger stammte aus einem assimilierten jüdischen  Elternhaus. Sein Vater, Max Steinberger, war ein promovierter Staatsanwalt am Landesgericht  in  München;  er starb zwei Wochen nach der Geburt des Sohnes. Die Mutter  heiratete nach dem Ersten Weltkrieg ein zweites Mal, ließ sich aber in den 1930er Jahren scheiden. Der Sohn besuchte die Volksschule (1924–1928) und das Neue Realgymnasium (1928–1934) und ging – nach halbjährigem Volontariat in einer Autoreparaturwerkstatt (im Ertelwerk München) in die Lehre als Feinmechaniker. 1936 emigrierte er wegen seiner politischen Tätigkeiten nach Mailand und von da 1938 weiter in die Schweiz. Dort wurde er im Arbeitslager für Emigranten interniert. In der Schweiz wurde er Mitglied der KPD, die Aufnahme wurde im Mai 1945 rückwirkend für 1940 vorgenommen.
Nach Kriegsende kehrte er 1945 nach Deutschland zurück. Er arbeitete im Landesverband Bayern der KPD. Im Mai 1947 zog er nach Leipzig, wo er ein Ökonomie-Studium an der Universität aufnahm. Er trat 1947 in die SED ein.
Am 9. Juni 1949 wurde er im Zusammenhang mit der Noel-Field-Affäre von den Besatzungsbehörden verhaftet, 1950 zu 15 Jahren Straflager verurteilt und in das Arbeitslager Workuta deportiert. Die aus Ungarn stammende Ehefrau Ibolya Steinberger wurde ebenfalls verhaftet und zu acht Jahren Zuchthaus verurteilt. Nach seiner vorzeitigen Entlassung im Rahmen einer Amnestie kehrte er am 10. Oktober 1955 in die DDR zurück. Die Ehefrau kehrte ein Jahr später in die DDR zurück; sie wurde 1957 durch die ungarische Staatsanwaltschaft freigesprochen.
Steinberger wurde 1956 Aspirant an der Akademie der Wissenschaften in Berlin. Er wurde rehabilitiert und als SED-Mitglied wieder aufgenommen.
Am 29. November 1956 wurde er im Zuge der Verhaftung von Wolfgang Harich wieder inhaftiert. Es folgten Diffamierungen in der DDR-Presse. Ihm wurde „Vergehen gegen den Frieden“ vorgeworfen.
Am 9. März 1957 wurde er vom Obersten Gericht der DDR zu vier Jahren Zuchthaus verurteilt. Nach seiner Entlassung am 27. November 1960 arbeitete er noch sechs Monate in einem Industriebetrieb. Danach war er an der Hochschule für Ökonomie Berlin tätig und promovierte 1967 zum Dr. rer. oec. Bis zu seiner Pensionierung 1977 war er als Dozent tätig.
1989 wurde Steinberger Berater der Bürgerbewegung „Neues Forum“.
Am 30. März 1990 wurde das Urteil von 1957 aufgehoben.